# Balohili Mola
Balohili Mola is een bestuurslaag in het regentschap Nias Selatan van de provincie Noord-Sumatra, Indonesië. Balohili Mola telt 779 inwoners (volkstelling 2010).